# Municipio de Ransom (Míchigan)
El municipio de Ransom (en inglés: Ransom Township) es un municipio ubicado en el condado de Hillsdale en el estado estadounidense de Míchigan. En el año 2010 tenía una población de 932 habitantes y una densidad poblacional de 11,92 personas por km².

## Geografía
El municipio de Ransom se encuentra ubicado en las coordenadas 41°46′31″N 84°32′6″O / 41.77528, -84.53500. Según la Oficina del Censo de los Estados Unidos, el municipio tiene una superficie total de 78.16 km², de la cual 77,91 km² corresponden a tierra firme y (0,31 %) 0,24 km² es agua.

## Demografía
Según el censo de 2010, había 932 personas residiendo en el municipio de Ransom. La densidad de población era de 11,92 hab./km². De los 932 habitantes, el municipio de Ransom estaba compuesto por el 99,03 % blancos, el 0,11 % eran amerindios, el 0,11 % eran asiáticos, el 0,11 % eran de otras razas y el 0,64 % eran de una mezcla de razas. Del total de la población el 2,25 % eran hispanos o latinos de cualquier raza.